# РПГ-2
РПГ-2 (Индекс ГАУ — 56-Г-660) — советский ручной противотанковый гранатомёт послевоенного периода. Предназначен для борьбы с броневой техникой противника (танками, БТР, БМП, самоходными артиллерийскими установками и так далее). Может применяться для стрельбы по амбразурам ДОТов.

## История появления
В завершающий период Второй мировой войны войска РККА столкнулись с массовым применением немецкой армией нового типа противотанкового оружия — ручных противотанковых гранатомётов с кумулятивным боеприпасом. Они оказались эффективным средством борьбы с танками в боях на ближних дистанциях и в особенности в условиях городского боя.
В РККА данную тактическую нишу в начале войны занимала ручная граната РПГ-40. Позже разработали и начали использовать ручные кумулятивные гранаты РПГ-43 и РПГ-6. В 1944 году разрабатывался также гранатомёт ПГ-6, стрелявший ручными гранатами РПГ-6 или 50-мм осколочными минами.
Трофейные РПГ «Фаустпатрон» и «Панцерфауст» стали активно использоваться в РККА. Таким образом, в СССР получили возможность всесторонне ознакомиться с этими гранатомётами, узнать их сильные и слабые стороны и выработать тактику применения.
К концу войны встал вопрос о разработке и запуске в производство собственных противотанковых гранатомётов.
Практически все модели «Панцерфауст» имели одинаковую конструкцию, отличия в конструкции были только у разработанных в конце войны «Панцерфауст-250» многократного использования. Ствол был снабжен пистолетной рукояткой с ударно-спусковым механизмом, а метательный заряд помещался как в стволе, так и в гранате. Скорость полёта гранаты была увеличена до 150 м/с (85 м/с у «Панцерфауст-150»). Этот гранатомёт серийно не производился, однако возможно послужил образцом для советского РПГ-2.
В 1944-45 годах проводились испытания гранатомёта РПГ-1. Доработка его затянулась, и на вооружение он не был принят, так как в 1947 году был принят на вооружение более удачный образец — РПГ-2, начавший поступать в войска с 1949 года.
В 1947 году в Конструкторском бюро ГСКБ-30 Министерства сельскохозяйственного машиностроения под общим руководством А. В. Смолякова (ранее это КБ принадлежало Наркомату промышленности боеприпасов) началась разработка ручного противотанкового гранатомёта ДРГ-40 и гранаты ПГ-80. В результате был создан 40-мм гранатомёт и 80-мм кумулятивная надкалиберная граната со стартовым пороховым зарядом. После полигонных испытаний гранатомёт получил наименование «Ручной противотанковый гранатомёт РПГ-2», а граната — ПГ-2.

## Конструкция
Калибр гранатомёта РПГ-2 40 миллиметров. Пусковое устройство представляет собой стальную цельнотянутую трубу с деревянными накладками в средней части, служащими для предотвращения ожогов при выстреле и позволяющими более комфортно пользоваться гранатомётом в условиях низких температур. Сверху к стволу приварены основания мушки и прицельной планки, а снизу — ушки для крепления ударно-спускового механизма. На казённую часть ствола, для его предохранения от засорения землёй при случайном утыкании в грунт, навинчивается предохранитель. Гранатомёт оборудован простым механическим прицелом, позволяющим вести прицельный огонь на дистанцию до 150 метров. Ударно-спусковой механизм куркового типа и бойковый механизм, собранные на стволе, обеспечивают надежность и удобство производства выстрела.
Для стрельбы используется кумулятивная противотанковая граната ПГ-2 с надкалиберной (82 мм) головной частью, способная пробивать до 200 миллиметров брони. Начальная скорость гранаты — 84 м/с. Граната состоит из кумулятивной боевой части, донного взрывателя, стабилизатора и порохового заряда. На стабилизаторе закреплены шесть гибких перьев, свернутых вокруг трубки и разворачивающихся после вылета гранаты из ствола. Стартовый пороховой заряд присоединяется к гранате на резьбовом соединении. Он состоит из бумажной гильзы, заполненной дымным ружейным порохом.
Гранатомёт, снаряжённый гранатой, имеет длину 120 сантиметров и весит 4,48 килограмма.

## История применения
РПГ-2 стал первым широко применяемым советским противотанковым гранатомётом. Помимо Советской армии ВС СССР, он экспортировался за рубеж странам-союзникам СССР и использовался в различных войнах и конфликтах. В частности, он широко применялся во Вьетнамской войне против войск США. Результаты применения РПГ-2 оказались успешными, что отмечалось стороной против чьих танков они применялись, в частности, американский ветеран танковых войск капитан Стивен Пэрриш сделал вывод, что «танки оказались экстремально уязвимы для огня РПГ-2».
Из-за простоты конструкции РПГ-2 был надёжным и недорогим оружием.

## Недостатки
- Выстрел из гранатомёта сопровождается громким звуком, а так как ствол находится возле уха стрелка, сильно оглушает его.
- Из-за свободного истечения пороховых газов сзади стрелка образуется зона, опасная для людей, техники и вооружения. По той же причине нельзя стрелять из гранатомёта, находясь в замкнутом пространстве — блиндаже, здании и тому подобное (данный недостаток относится ко всем безоткатным орудиям и гранатомётам, применяющим тот же принцип стрельбы).
- Пороховой заряд гранаты состоит из дымного пороха, поэтому возникающее при выстреле дымное облако демаскирует стрелка.
- Пороховой метательный заряд имеет бумажную оболочку, которая уязвима для влажности в сырую погоду.
- Вследствие малой скорости полёта гранаты точность стрельбы сильно зависит от метеоусловий и скорости ветра (особенно бокового). Меткость стрельбы из гранатомёта даже в безветренную погоду невелика. Попасть в движущийся танк (БТР, БМП) с расстояния более 100 метров почти невозможно.

Всё это вынудило в дальнейшем разработать и принять на вооружение более совершенный образец ручного противотанкового гранатомёта — РПГ-7, использующий, в отличие от РПГ-2, выстрелы с активно-реактивным двигателем.

## Операторы
- СССР

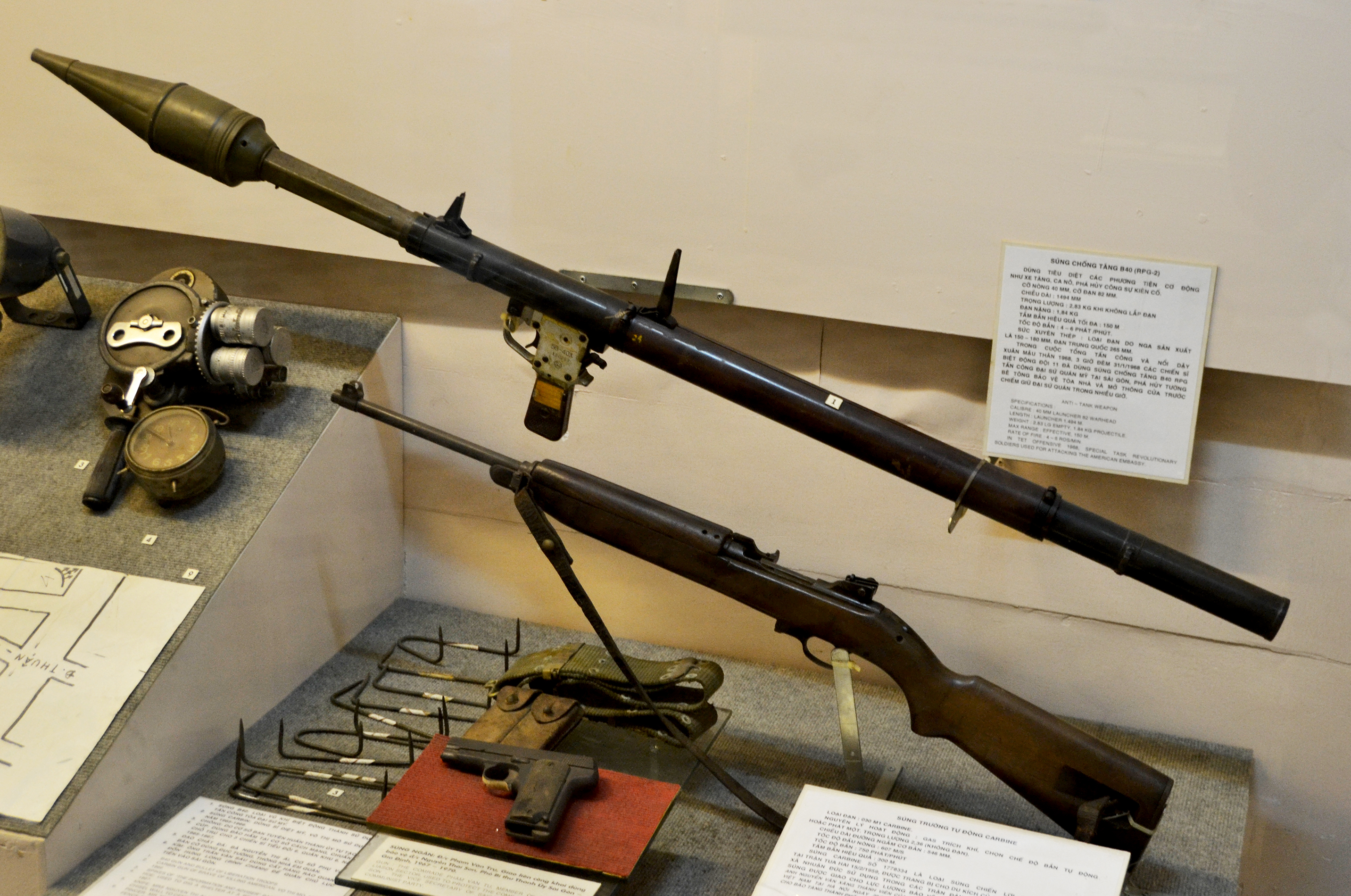
Вьетнамский B-40 из Вьетконга

- Польская Народная Республика — находился на вооружении Польской Народной армии под наименованием 40 mm granatnik przeciwpancerny RGPpanc-2
- Социалистическая Республика Румыния
- Китай — производился под наименованием «Тип 56»
- Вьетнам — технологии производства гранатомёта РПГ-2 и боеприпасов к нему были получены из СССР, гранатомёт серийно производился[4] под наименованием B-40, B-50
- Украина — некоторое количество имелось на хранении в МЧС Украины[5] и вооружённых силах[6]

На основе конструкции РПГ-2 в Чехословакии был начат выпуск гранатомёта Pancéřovka vz. 27. Выпускалась его копия и в Египте (PG-7).